# PZL P.7
PZL P.7 a fost un avion de vânătoare polonez, proiectat și realizat în anul 1930 de către inginerul Zygmunt Puławski la fabrica PZL (Państwowe Zakłady Lotnicze, în poloneză Uzina Aeronautică de Stat) din Varșovia. 

## Proiectare
Istoria avionului PZL P.7 începe în anul 1928 când inginerul Zygmunt Puławski a proiectat un avion complet metalic, cu înveliș metalic denumit P.1. Noutatea introdusă la acest proiect era aripa tip „pescăruș” denumită și „aripa poloneză” sau aripa Pulawski. P.1 folosea un motor în linie, dar acesta a rămas doar în stadiul de prototip deoarece s-a hotărât folosirea unui motor radial pentru echiparea avioanelor de vânătoare din cadrul Forțele Aeriene Poloneze.
Următorul model. PZL P.6. a zburat în 1930 cu un motor radial Bristol Jupiter VI FH. Întreaga lume aviatică a recunoscut PZL P.6 ca fiind printre primele avioane de vânătoare din lume ca performanță. Cu toate acestea, PZL P.6 nu a intrat în producție, întrucât deja se ajunsese cu proiectarea la o variantă îmbunătățită denumită PZL P.7. Acesta era echipat cu un motor Bristol Jupiter VII F. Primul prototip a zburat în octombrie 1930 cu pilotul Bolesław Orliński la manșă. Însă, în toamna anului 1931, pilotul Ludomił Rayski a pierdut controlul avionului, acesta prăbușindu-se, pilotul reușind însă să se salveze cu parașuta. În urma unor modificări constructive, cel de al doilea prototip a fost acceptat în înzestrarea Forțele Aeriene Poloneze sub denumirea de PZL P.7a.

## Caracteristici
- Anul fabricației: 1930
- Echipaj: 1
- Lungime: 6,98 m
- Anvergura aripii: 10,57 m
- Înălțime: 2,69
- Suprafață portantă: 17,9 m²
- Masa (gol): 1.090 kg
- Masa (încărcat): 1.476 kg
- Motor: 1x Bristol Jupiter VII F, max. 520 PS
- Viteza maximă: 327 km/h
- Plafon practic: 8,500 m
- Raza de acțiune: 600 km

## Utilizare în luptă
PZL P.7 a intrat în înzestrarea Forțelor Aeriene Poloneze la începutul anului 1933, înlocuind modelele PWS-A (Avia BH33 sub licență) și PWS-10. Astfel, Forțele Aeriene Poloneze au devenit primele echipate cu un avion de vânătoare complet metalic. Deși la momentul intrării în funcțiune era un avion modern, datorită progresului tehnologiei aparatul a devenit depășit în 1939. La începutul anului 1935 acesta a început sa fie înlocuit în unități cu PZL P.11, o variantă ceva mai modernă.
PZL P.7 a fost mutat în școlile de pilotaj. Cu toate acestea, la începutul războiului, Forțele Aeriene Poloneze mai aveau în unitățile de prima linie aproximativ 30 de aparate PZL P.7, 40 de aparate în școlile de pilotaj și 35 de aparate în rezervă sau în reparații. Aparatele PZL P.7 erau organizate în 3 escadrile de câte 10 aparate fiecare: escadrila 123 era în brigada de vânătoare din jurul Varșoviei, iar escadrila 151 și 162 erau atașate armatelor de uscat. Cu toate că erau tehnologic depășite, acestea au luat parte în luptele pentru apărarea Poloniei din septembrie 1939. Pe lângă aparatele din cadrul celor trei escadrile, cel puțin 18 aparate de la bazele Dęblin si Ułęż au fost folosite pentru apărare.
Cu toate că erau mai manevrabile decât avioanele germane, PZL P.7 erau mai lente decât majoritatea aparatelor cu care se confruntau. În plus, aparatele poloneze erau echipate doar cu 2 mitraliere Vickers de calibru 7.92 care aveau tendința de a se bloca. În ciuda acestor condiții, piloții polonezi au obținut 7 victorii aeriene (2 He 111, 2 Do 17,1 Hs 126 și 2 Bf 110), pierzând 22 de aparate. Majoritatea aparatelor PZL P.7 au fost pierdute în luptele din septembrie 1939, aparatele supraviețuitoare căutând refugiu în România. Germania, dar și URSS au capturat un număr mic de avioane pe care le-au folosit pentru studiu și teste. Aparatele internate în România nu au fost folosite în luptă, acestea fiind folosite în școlile de pilotaj pentru instruirea viitorilor piloți de vânătoare.

## Variante
P.7/I
Primul prototip.
P.7/II
Cel de al doilea prototip.
P.7a
Varianta de serie.

## Utilizatori
Germania nazistă
- Luftwaffe

 Polonia
- Forțele Aeriene Poloneze

 România
- Aeronautica Regală Română

 Uniunea Sovietică
- VVS